# 乾封
封（666年正月—668年二月）是唐高宗李治的第五個年号。唐朝使用这个年号共2年餘。

## 改元
- 麟德三年——正月五日，改元乾封元年。[2][3][4]
- 乾封三年——二月十二日，改元總章元年。[5][6][7]

## 大事记
- 乾封二年（公元668年），唐高宗攻滅高句麗，令唐朝版圖達至最大。此時唐朝疆域西至鹹海，東至日本海，南至越南北部。

## 逝世
- 苏定方

## 纪年
| 乾封 | 元年  | 二年  | 三年  |
| ---- | ----- | ----- | ----- |
| 公元 | 666年 | 667年 | 668年 |
| 干支 | 丙寅  | 丁卯  | 戊辰  |

## 參看
- 中國年號索引

## 引用
1. ↑  李崇智，《中國歷代年號考》，第99頁。
2. ↑  劉昫.  . 维基文库.「麟德三年春正月……壬申，御朝覲壇受朝賀。改麟德三年為乾封元年。」
3. ↑  歐陽脩.  . 维基文库.「乾封元年正月戊辰，封于泰山。庚午，禪于社首，以皇后為亞獻。壬申，大赦，改元。」
4. ↑  司馬光.  . 维基文库.「乾封元年春，正月……壬申，上御朝覲壇，受朝賀；赦天下，改元。」
5. ↑  劉昫.  . 维基文库.「〔乾封三年二月〕丙寅，以明堂制度歷代不同，漢、魏以還，彌更訛舛，遂增損古今，新制其圖。下詔大赦，改元為總章元年。」
6. ↑  歐陽脩.  . 维基文库.「〔總章元年〕三月庚寅，大赦，改元。」
7. ↑  司馬光.  . 维基文库.「〔總章元年〕朝廷議明堂制度略定，三月，庚寅，赦天下，改元。」